# کرم تخم‌مرغ
کرم تخم‌مرغ، یک نوشیدنی سرد متشکل از شیر، آب گازدار و شربت طعم‌دار (معمولاً شکلات یا وانیل)، به عنوان جایگزینی برای نوشیدنی بستنی است. در حالت ایده‌آل، ۲⁄۳ لیوان مایع و ۱⁄۳ باقیمانده سر لیوان فوم است. با وجود نامش، این نوشیدنی حاوی تخم مرغ و خامه نیست.

## نظریه‌های ریشه‌شناسی و گمانه‌زنی‌ها

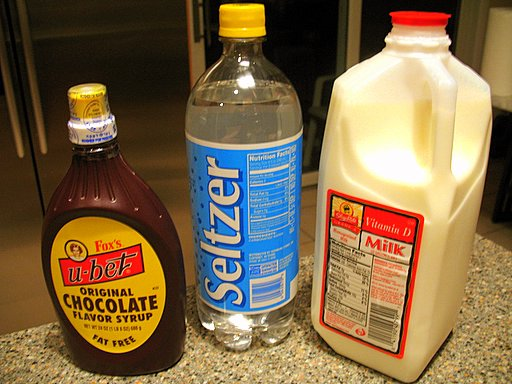
مواد تشکیل دهنده یک کرم تخم مرغ: شربت شکلات U-Bet Fox, سلتزر و شیر کامل

این ویژگی که تخم مرغ حاوی نه تخم مرغ است و نه خامه به طرق مختلف توضیح داده شده است. استنلی آستر، که مدعی است پدربزرگش این نوشیدنی را اختراع کرده است، گفته است که ریشه این نام «در زمان گم شده است».
کرم تخم مرغ در میان مهاجران یهودی اروپای شرقی ییدیش زبان در شهر نیویورک پدید آمد، بنابراین یک توضیح ادعا می‌کند که تخم مرغ یک دخل و تصرف در کلمه ییدیش echt ("اصیل" یا "واقعی") است، که یک خامه تخم مرغ را به "کرم خوب" مبدل می‌کند.
اندرو اسمیت، مورخ مواد غذایی می‌نویسد: "در طول دهه ۱۸۸۰، یک غذای تخصصی محبوب با شربت شکلات، خامه و تخم مرغ خام مخلوط شده با آب سودا درست می‌شد. در محله‌های فقیرتر، نسخه ای ارزان‌تر از این خوراکی به نام کرم تخم مرغ (که بدون تخم مرغ یا خامه درست می‌شد) تهیه شد.
توضیح دیگری از گزارش‌هایی است که نشان می‌دهد این محصول از درخواست chocolat et crème شکل گرفته است از کسی، احتمالاً بازیگر بوریس توماسفسکی (که نوشیدنی مشابهی را در پاریس تجربه کرده بود) لهجه سنگین او نام را به چیزی شبیه «خامه تخم مرغ» تغییر داد که سپس به اصطلاح فعلی تبدیل شد.